# Scaptomyza dankoi
Scaptomyza dankoi är en tvåvingeart som beskrevs av Wheeler och Hajimu Takada 1966. Scaptomyza dankoi ingår i släktet Scaptomyza och familjen daggflugor.
Artens utbredningsområde är Peru. Inga underarter finns listade i Catalogue of Life.